# 434 př. n. l.
Rok 434 před naším letopočtem byl rokem předjuliánského kalendáře. Byl druhým rokem konzulátu Iulla a Tricosta, rokem konzulátu Capitolina a Praetextata a rokem tribunů Cossua, Praetextata a Capitolina. Byl to zároveň také 320. rok od založení města Říma.

## Události
- Pod vedením Perikla Atény zavádí ekonomické embargo na město Megara (známý jako Megarský dekret), se zdůvodněním, že je jejich země zasvěcena Deméter. Podle tohoto nařízení byli všichni megarští obchodníci vyloučeni z obchodování v Aténách a jejich lodě musely opustit všechny přístavy v Aténách. Ve skutečnosti mělo embargo spíše politické důvody, protože Megara byla spojencem Sparty.
- Filip, bratr Perdicca II. Makedonského bojuje s Perdiccem o trůn s uvedenou podporou Atén a krále Derda z Elimeje. Perdiccas nato vyvolá povstání v několika lenních městech Atén
- Anaxagorás je uvězněn politickými oponenty Perikla a obviněn z porušování zavedených dogmat aténského náboženství. Až z přispěním Periklových řečnických schopností a přimlouvání je zajištěno jeho propuštění. I přesto je nadále pronásledován a nakonec Atény opouští a odchází do Lampsacu v Iónii.

## Vědy a umění
- Během svého věznění se Anaxagorás snaží o zkonstruování kvadratury kruhu pomocí Eukleidovské konstrukce.

## Hlava státu
- Perská říše – Artaxerxés I.  (465 – 424 př. n. l.)
- Egypt – Artaxerxés I.  (465 – 424 př. n. l.)
- Bosporská říše – Spartocus I.  (438 – 433 př. n. l.)
- Sparta – Pleistonax  (458 – 409 př. n. l.) a Archidámos II.  (469 – 427 př. n. l.)
- Athény – Antiochides  (435 – 434 př. n. l.) » Crates  (434 – 433 př. n. l.)
- Makedonie – Perdikkás II.  (448 – 413 př. n. l.)
- Epirus – Admetus  (470 – 430 př. n. l.)
- Odryská Thrácie – Sparatocos  (450 – 431 př. n. l.)
- Římská republika – konzulové C. Iulius Iullu a L. Verginius Tricostus  (434 př. n. l.) » Ser. Cornelius Cossus a Q. Sulpicius Camerinus Praetextatus  (434 př. n. l.)
- Kartágo – Hannibal Mago  (440 – 406 př. n. l.)